# عمر موسى (لاعب كرة قدم)
عمر موسى هو لاعب كرة قدم بوروندي، ولد في 30 أغسطس 1997 في بوجومبورا في بوروندي. شارك مع منتخب بوروندي لكرة القدم.

## روابط خارجية
- عمر موسى على موقع قاعدة بيانات كرة القدم.إي يو (الإنجليزية)
- عمر موسى على موقع ناشيونال فوتبول تيمز (الإنجليزية)
- عمر موسى على موقع Soccerway.com (الإنجليزية)